# 仏教学術振興会
一般財団法人 仏教学術振興会（ぶっきょうがくじゅつしんこうかい、英：Society for the Promotion of Buddhist Studies）は、仏教学の振興のために設立された財団。以前は文部科学省所管の財団法人であったが、公益法人制度改革に伴い一般財団法人へ移行した。

## 設立と目的
- 1965年に駒澤大学にて、仏教の学術的研究を振興する目的をもって設立された。
- 2012年 11月 - 一般財団法人仏教学術振興会に改称

## 組織
- 理事長 - 1名
- 常任理事 - 3名
- 理事 - 10名
- 評議員 - 7名
- 監事 - 2名
- 事務局長 - 1名

### 歴代理事長
- 宮本正尊
- 桜井秀雄
- 高崎直道
- 前田專學
- 奈良康明

## 研究助成
- 1958年に、『大正新脩大蔵経』全100巻の「索引」作成事業を資金援助。1992年に完成。
- 2000年に、「大蔵経データベース化支援募金会」（事務局長奈良康明）を創設、SAT大蔵経データベースの作成を資金援助。2006年に完成。
- 2013年現在は、

1. SAT大蔵経データベースを直接の資料として用いた研究
2. SAT大蔵経データベースの発展的利用に関わる研究

のいずれかの分野に関わる研究者を公募し、選抜の上、研究費助成を行っている。

### 研究助成対象者
修士以上の資格を持ち、仏教学に関心のある研究者。